# Carlos Prieto
Carlos Prieto Martos (Mérida, 2 de fevereiro de 1980) é um handebolista profissional espanhol, medalhista olímpico.